# عوفر لالوش
عوفر لالوش (بالعبرية: עופר ללוש‏) (و. 1947 – م) هو نحات، ونقاش، ورسام من إسرائيل. ولد في تونس.